# 布拉戈維申斯克海峽
布拉戈維申斯克海峽（Благовещенский пролив）是俄羅斯的海峽，位於東西伯利亞海，該海峽半徑約43.5公里，北部寬約25公里，南部寬約23公里，每年有九個月時間被冰封。